# Grande Prêmio da Suécia de 1977
Resultados do Grande Prêmio da Suécia de Fórmula 1 realizado em Anderstorp em 19 de junho de 1977. Oitava etapa da temporada, nele aconteceu uma celebração à francesa graças à primeira vitória tanto do piloto Jacques Laffite quanto da equipe Ligier.

## Classificação da prova
| Pos. | Nº | Piloto             | Construtor         | Voltas | Tempo/Diferença        | Grid | Pontos |
| ---- | -- | ------------------ | ------------------ | ------ | ---------------------- | ---- | ------ |
| 1    | 26 | Jacques Laffite    | Ligier-Matra       | 72     | 1:46:55.520            | 8    | 9      |
| 2    | 2  | Jochen Mass        | McLaren-Ford       | 72     | + 8.449                | 9    | 6      |
| 3    | 12 | Carlos Reutemann   | Ferrari            | 72     | + 14.369               | 12   | 4      |
| 4    | 4  | Patrick Depailler  | Tyrrell-Ford       | 72     | + 16.308               | 6    | 3      |
| 5    | 7  | John Watson        | Brabham-Alfa Romeo | 72     | + 18.735               | 2    | 2      |
| 6    | 5  | Mario Andretti     | Lotus-Ford         | 72     | + 25.277               | 1    | 1      |
| 7    | 22 | Clay Regazzoni     | Ensign-Ford        | 72     | + 31.266               | 14   |        |
| 8    | 34 | Jean-Pierre Jarier | Penske-Ford        | 72     | + 1:04.567             | 17   |        |
| 9    | 16 | Jackie Oliver      | Shadow-Ford        | 72     | + 1:22.479             | 16   |        |
| 10   | 8  | Hans-Joachim Stuck | Brabham-Alfa Romeo | 71     | + 1 volta              | 5    |        |
| 11   | 30 | Brett Lunger       | McLaren-Ford       | 71     | + 1 volta              | 22   |        |
| 12   | 1  | James Hunt         | McLaren-Ford       | 71     | + 1 volta              | 3    |        |
| 13   | 24 | Rupert Keegan      | Hesketh-Ford       | 71     | + 1 volta              | 24   |        |
| 14   | 31 | David Purley       | LEC-Ford           | 70     | + 2 voltas             | 19   |        |
| 15   | 27 | Patrick Nève       | March-Ford         | 69     | + 3 voltas             | 20   |        |
| 16   | 25 | Harald Ertl        | Hesketh-Ford       | 68     | + 4 voltas             | 23   |        |
| 17   | 17 | Alan Jones         | Shadow-Ford        | 67     | + 5 voltas             | 11   |        |
| 18   | 28 | Emerson Fittipaldi | Fittipaldi-Ford    | 66     | + 6 voltas             | 18   |        |
| 19   | 6  | Gunnar Nilsson     | Lotus-Ford         | 64     | Rolamento de roda      | 7    |        |
| Ret  | 10 | Ian Scheckter      | March-Ford         | 61     | Transmissão            | 21   |        |
| Ret  | 19 | Vittorio Brambilla | Surtees-Ford       | 52     | Pressão do combustível | 13   |        |
| Ret  | 11 | Niki Lauda         | Ferrari            | 47     | Handling               | 15   |        |
| Ret  | 20 | Jody Scheckter     | Wolf-Ford          | 29     | Acidente               | 4    |        |
| Ret  | 3  | Ronnie Peterson    | Tyrrell-Ford       | 7      | Ignição                | 10   |        |
| DNQ  | 9  | Alex Dias Ribeiro  | March-Ford         |        |                        |      |        |
| DNQ  | 36 | Emilio de Villota  | McLaren-Ford       |        |                        |      |        |
| DNQ  | 18 | Larry Perkins      | Surtees-Ford       |        |                        |      |        |
| DNQ  | 33 | Boy Hayje          | March-Ford         |        |                        |      |        |
| DNQ  | 39 | Hector Rebaque     | Hesketh-Ford       |        |                        |      |        |
| DNQ  | 35 | Conny Andersson    | BRM                |        |                        |      |        |
| DNQ  | 32 | Mikko Kozarowitzky | March-Ford         |        |                        |      |        |

## Tabela do campeonato após a corrida
| Pos. | Piloto           | Pontos |
| ---- | ---------------- | ------ |
| 1    | Jody Scheckter   | 32     |
| 2    | Niki Lauda       | 31     |
| 3    | Carlos Reutemann | 27     |
| 4    | Mario Andretti   | 23     |
| 5    | Jochen Mass      | 14     |

| Pos. | Construtor   | Pontos |
| ---- | ------------ | ------ |
| 1    | Ferrari      | 50     |
| 2    | Lotus-Ford   | 34     |
| 3    | Wolf-Ford    | 32     |
| 4    | McLaren-Ford | 21     |
| 5    | Tyrrell-Ford | 14     |

- Nota: Somente as primeiras cinco posições estão listadas. As dezessete etapas de 1977 foram divididas em um bloco de nove e outro de oito corridas onde cada piloto descartava um resultado por bloco e no mundial de construtores computava-se apenas o melhor resultado de cada equipe por prova.